# Стрітор (Іллінойс)
Стрітор (англ. Streator) — місто (англ. city) в США, в округах Ла-Салл і Лівінґстон штату Іллінойс. Населення — 12 500 осіб (2020).

## Географія
Стрітор розташований за координатами 41°7′29″ пн. ш. 88°49′50″ зх. д. / 41.12472° пн. ш. 88.83056° зх. д. (41.124837, -88.830645).  За даними Бюро перепису населення США в 2010 році місто мало площу 15,74 км², з яких 15,71 км² — суходіл та 0,03 км² — водойми. В 2017 році площа становила 18,09 км², з яких 18,03 км² — суходіл та 0,06 км² — водойми.

## Демографія
Згідно з переписом 2010 року, у місті мешкало 13 710 осіб у 5621 домогосподарстві у складі 3481 родини. Густота населення становила 871 особа/км².  Було 6271 помешкання (398/км²).
Расовий склад населення:
| - 91,2 % — білих - 2,5 % — чорних або афроамериканців - 0,4 % — азіатів - 0,3 % — корінних американців - 3,5 % — осіб інших рас |

До двох чи більше рас належало 2,1 %. Частка іспаномовних становила 10,4 % від усіх жителів.
За віковим діапазоном населення розподілялося таким чином: 24,3 % — особи молодші 18 років, 58,0 % — особи у віці 18—64 років, 17,7 % — особи у віці 65 років та старші. Медіана віку мешканця становила 39,9 року. На 100 осіб жіночої статі у місті припадало 93,4 чоловіків;  на 100 жінок у віці від 18 років та старших — 90,7 чоловіків також старших 18 років.
Середній дохід на одне домашнє господарство  становив 48 893 долари США (медіана — 39 935), а середній дохід на одну сім'ю — 57 870 доларів (медіана — 48 750). Медіана доходів становила 48 451 долар для чоловіків та 29 083 долари для жінок. За межею бідності перебувало 22,0 % осіб, у тому числі 39,6 % дітей у віці до 18 років та 10,4 % осіб у віці 65 років та старших.
Цивільне працевлаштоване населення становило 5374 особи. Основні галузі зайнятості: освіта, охорона здоров'я та соціальна допомога — 23,6 %, виробництво — 14,6 %, роздрібна торгівля — 13,7 %.